# Сен-Бодий-де-ла-Тур
Сен-Бодий-де-ла-Тур (фр. Saint-Baudille-de-la-Tour) — коммуна во Франции, находится в регионе Рона — Альпы. Департамент коммуны — Изер. Входит в состав кантона Кремьё. Округ коммуны — Ла-Тур-дю-Пен.
Код INSEE коммуны — 38365. Население коммуны на 1999 год составляло 570 человек. Населённый пункт находится на высоте от 230  до 404  метров над уровнем моря. Муниципалитет расположен на расстоянии около 410 км юго-восточнее Парижа, 39 км восточнее Лиона, 75 км северо-западнее Гренобля. Мэр коммуны — M. René Cochet, мандат действует на протяжении 2001—2008 гг.
Динамика населения (INSEE):